# Umbraspettar
Umbraspettar (Blythipicus) är ett litet släkte med fåglar i familjen hackspettar inom ordningen hackspettartade fåglar som förekommer i Sydostasien.
Släktet umbraspettar omfattar endast två arter:
- Mindre umbraspett (B. rubiginosus)
- Större umbraspett (B. pyrrhotis)